# ナチュラリー (スリー・ドッグ・ナイトのアルバム)
『ナチュラリー』（Naturally）は、アメリカ合衆国のバンド、スリー・ドッグ・ナイトが1970年に発表したアルバム。通算5作目、スタジオ・アルバムとしては4作目に当たる。

## 背景
過去の作品と同様、他のアーティストのカヴァーを中心とした内容で、唯一のオリジナル曲であるインストゥルメンタル「ファイア・イーター」はメンバーのうち4人が共作した。
アメリカ初回盤LP(DSX 50088)のジャケットは、見開きジャケットの片側が更に縦にも開いて、縦長のポスターが表示される仕掛けになっている。なお、日本盤初回LPは普通の見開きジャケット仕様だったが、2013年にユニバーサルミュージックから発売された日本盤紙ジャケットSHM-CD(UICY-75566)では、アメリカ初回盤LPのジャケットの仕掛けが再現された。

## 反響・評価
本作はアメリカのBillboard 200で14位に達し、1971年にはRIAAによってゴールドディスクに認定された。本作からの第1弾シングル「ワン・マン・バンド」はBillboard Hot 100で19位に達し、続く「ジョイ・トゥ・ザ・ワールド」はHot 100で1位を獲得、『ビルボード』のR&Bチャートでは46位を記録した。その後、「ライアー」はHot 100で7位のヒットとなっている。日本盤LPは1971年2月25日に発売され、オリコンLPチャートで61位を記録した。
Mike DeGagneはオールミュージックにおいて5点満点中3点を付け「スリー・ドッグ・ナイトはアルバムの大部分の曲で、1960年代末期の活気に満ちたグルーヴと開放的で広がりのあるフィーリングを1970年代に持ち込むことに成功しており、そのことから『ナチュラリー』の勢いは、アルバムからのヒット曲以外の部分にも及んでいる」「スリー・ドッグ・ナイトが送り出した、最もバランスの良い作品の一つ」と評している。

## 収録曲
Side 1
1. アイ・キャン・ヒア・ユー・コーリング - "I Can Hear You Calling" (Pentti Glan, Roy Kenner, Hugh Sullivan, Domenic Troiano) - 2:58
2. ワン・マン・バンド - "One Man Band" (Billy Fox, January Tyme, Thomas Jefferson Kaye) - 2:53
3. アイル・ビー・クリーピング - "I'll Be Creeping" (Andy Fraser, Paul Rodgers) - 3:33
4. ファイア・イーター - "Fire Eater" (Mike Allsup, Jimmy Greenspoon, Joe Schermie, Floyd Sneed) - 3:54
5. キャント・ゲット・イナフ・オブ・イット - "Can't Get Enough of It" (Jimmy Miller, Steve Winwood) - 2:55

Side 2
1. サンライト - "Sunlight" (Jesse Colin Young) - 3:51
2. ヘヴィ・チャーチ - "Heavy Church" (Alan O'Day) - 3:37
3. ライアー - "Liar" (Russ Ballard) - 3:55
4. 大いなる悲嘆 - "I've Got Enough Heartache" (Mike Kellie, Gary Wright) - 4:00
5. ジョイ・トゥ・ザ・ワールド - "Joy to the World" (Hoyt Axton) - 3:38

## 参加ミュージシャン
- ダニー・ハットン - ボーカル
- コリー・ウェルズ - ボーカル
- チャック・ネグロン - ボーカル
- マイケル・オールサップ - ギター
- ジミー・グリーンスプーン - キーボード
- ジョー・シェルミー - ベース
- フロイド・スニード - ドラムス